# احمدآباد (تویسرکان)
احمدآباد (تویسرکان)، روستایی از توابع بخش قلقل‌رود شهرستان تویسرکان در استان همدان ایران است.

## جمعیت
این روستا در دهستان کمال رود قرار دارد و براساس سرشماری مرکز آمار ایران در سال ۱۳۹۵، جمعیت آن ۱۹۰ نفر (۵۲ خانوار) بوده‌است.